# Velódromo Nacional
Das Velódromo Nacional (voller Name: Velódromo Nacional de Portugal) ist eine Mehrzweckhalle mit Radrennbahn in der portugiesischen Gemeinde Sangalhos, Kreis Anadia, rund 90 Kilometer südlich von Porto. Der Träger ist der portugiesische Radsportverband Federação Portuguesa de Ciclismo (FPC).

## Geschichte

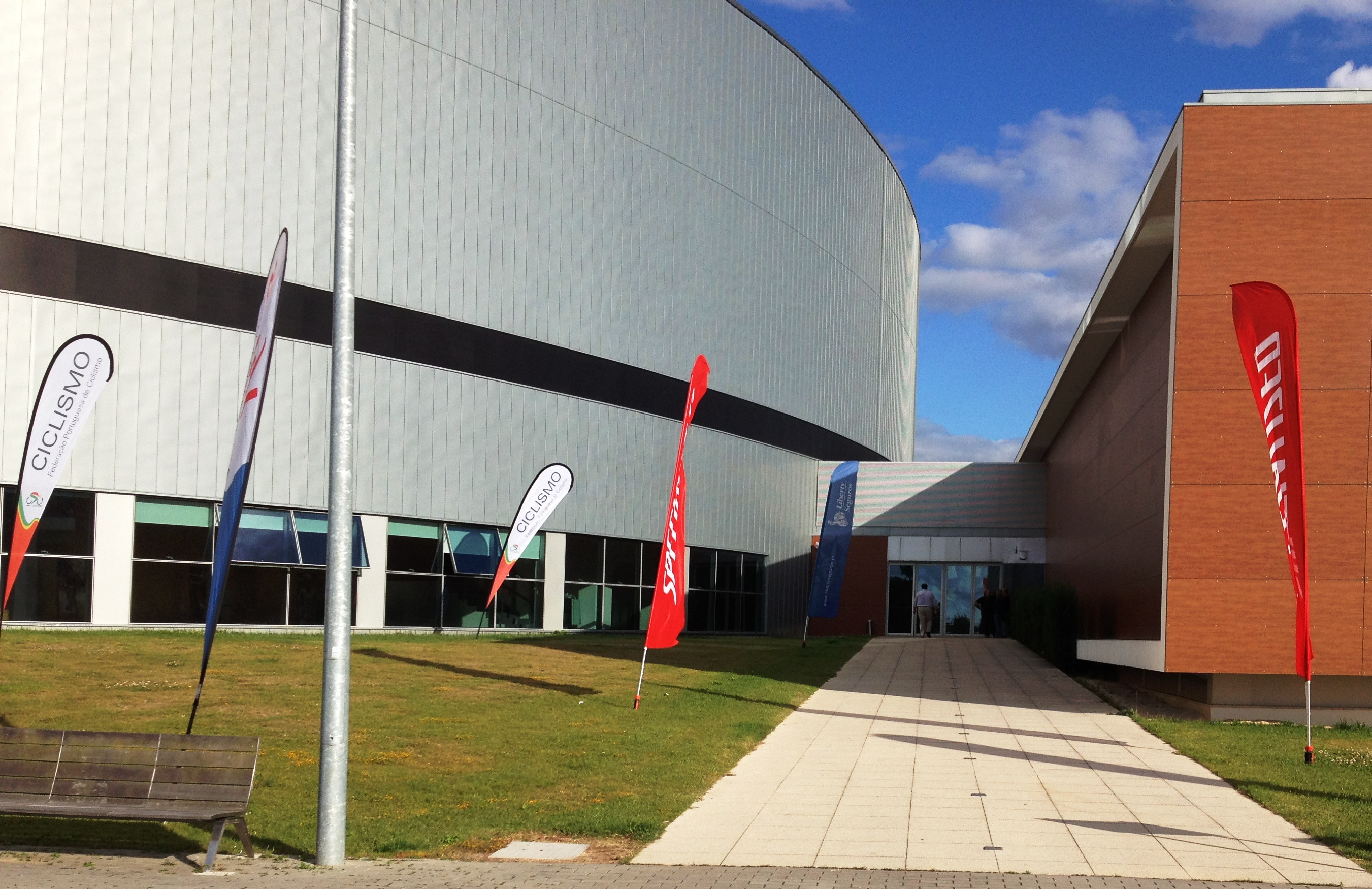
Eingang zum Velódromo Nacional (Juli 2012)

Die Halle wurde 2009 in nur 18 Wochen von einer deutschen Firma nach Plänen des portugiesischen Architekten Rui Rosmaninho errichtet.
2011 machten die UEC-Bahn-Europameisterschaften der Junioren/U23 Station in Sangalhos, die drei folgenden Europameisterschaften 2012, 2013 und 2014 wurden dort auch ausgetragen. 2017 folgte die fünfte UEC-Bahn-Europameisterschaften der Junioren/U23 im Velódromo Nacional. Im Juli 2022 sollen die UEC-Bahn-Europameisterschaften der Junioren/U23 zum sechsten Mal im Velódromo Nacional ausgetragen werden.
Im Februar 2020 gab der europäische Radsportverband UEC bekannt, dass das Velodrom künftig des Status eines World Cycling Satellite Centre haben wird. Es ist das einzige Satellite Centre in Europa. Aufgrund einer Vereinbarung zwischen dem portugiesischen Radsportverband und der Stadt Anadia sollen von 2023 bis 2030 dort jährlich ein europäischer Bahnwettbewerb stattfinden.

## Ausstattung
Die in der Halle befindliche Radrennbahn ist 250 Meter lang, hat eine Kurvenüberhöhung von rund 41° und erfüllt die Vorgaben der UEC. Zudem ist die Halle für die Ausübung anderer Sportarten gedacht, wie z. B. Judo oder Fechten. Der Halle angeschlossen ist ein Gebäude mit 16 Zimmern. Neben der Halle liegt u. a. eine 3,6 km lange Mountainbike-Strecke und eine BMX-Piste. Sie ist die einzige dieser Art auf der Iberischen Halbinsel.

## Leistungszentrum
Das Velódromo Nacional ist Leistungszentrum (Centro de Alto Rendimento, CAR) für vier portugiesische Sportverbände:
- Radsportverband Federação Portuguesa de Ciclismo (FPC)
- Fechtverband Federação Portuguesa de Esgrima (FPE)
- Judoverband Federação Portuguesa de Judo (FPJ)
- Sportgymnastikverband Federação de Ginástica de Portugal (FGP)